# توماس د. جونستون
توماس د. جونستون (بالإنجليزية: Thomas D. Johnston)‏ هو محامي وسياسي أمريكي، ولد في 1 أبريل 1840 في وينزفيل في الولايات المتحدة، وتوفي في 22 يونيو 1902 في آشفيل في الولايات المتحدة. حزبياً، نشط في الحزب الديمقراطي. وقد انتخب عضو مجلس ولاية كارولاينا الشمالية وانتخب عضو مجلس نواب كارولينا الشمالية وانتخب عضو مجلس النواب الأمريكي.